# Path of Destiny

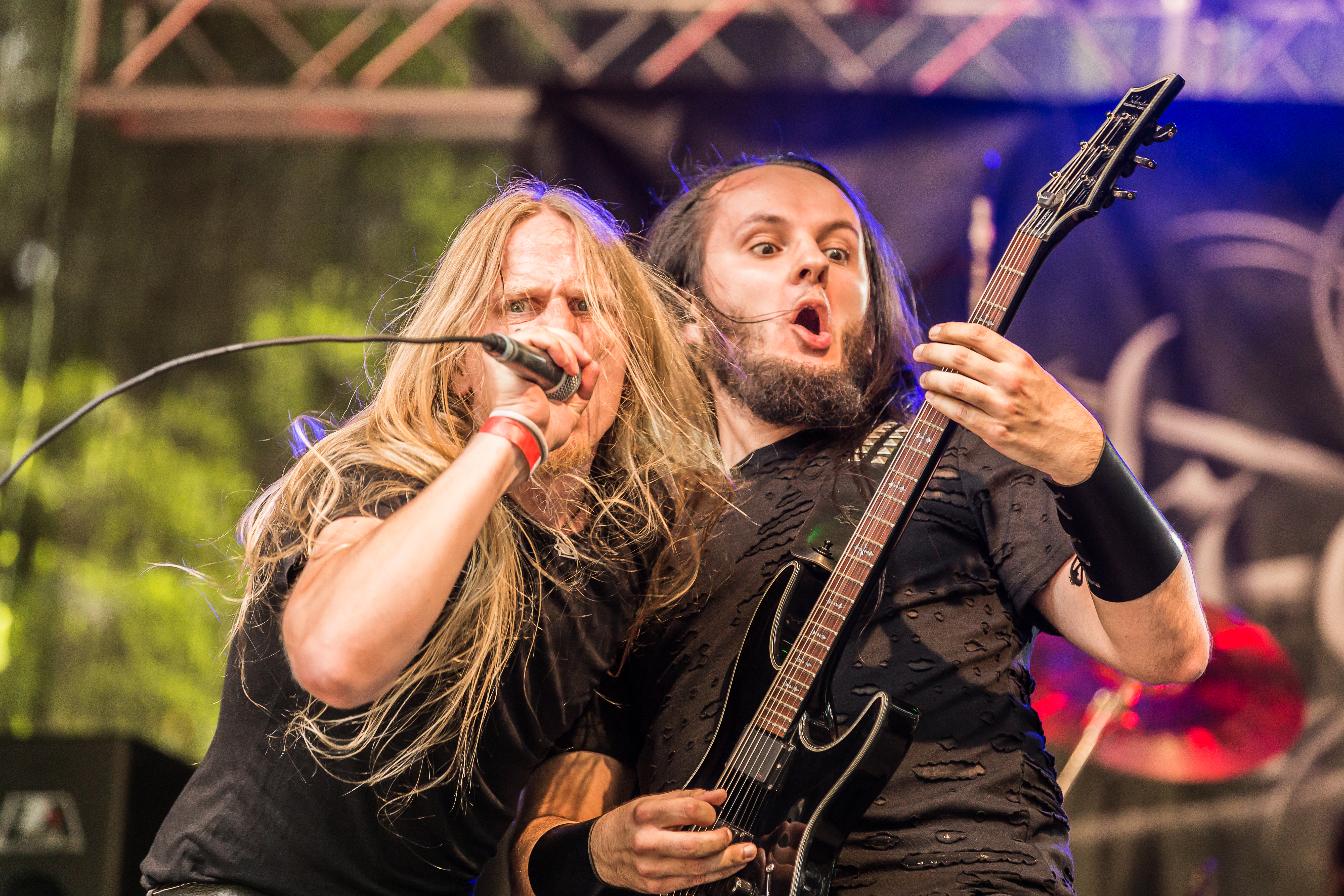
Sänger Sebastian Schaffert und Gitarrist Alexander Helfer auf dem RUDE 2018

Path of Destiny ist eine deutsche Melodic-Death-Metal-Band aus Thüringen, welche im Jahr 2007 gegründet wurde.

## Geschichte
Die Band wurde im Februar 2007 im Landkreis Saalfeld-Rudolstadt in Thüringen gegründet. Nach dem Umzug nach Lothra veröffentlichte sie im Jahr 2008 das Demo Dead End Road.
Zwei Jahre später am 28. Mai 2010 dann das Debüt-Album Rise & Fall, eine Eigenveröffentlichung, welche auch drei der Songs des Demos enthielt.
Am 1. Februar 2012 erschien die EP Parasite God ebenfalls im Eigenvertrieb, worauf ein Wechsel am Gesang erfolgte.
2015 konnte man mit Apostasy Records ein Label für sich begeistern. Die Zusammenarbeit mündet im Release des Albums Dreams in Splendid Black am 1. April 2016.
Zwischenzeitlich wechselte der Standort der Band aufgrund einiger Mitgliederwechsel von Lothra nach Hof (Saale) und wieder zurück nach Thüringen.
Im Jahr 2017 und 2019 stand Gitarrist Christian Reinhard auch als Live-Bassist mit der Thüringer Death-Metal-Band Deserted Fear auf der Bühne.
Am 11. Juni 2021 feierte das 3. Album der Band „The Seed of All Evil“ via Apostasy Records seinen Release.

## Stil
Stilistisch gesehen deckt die Band ein breites Spektrum an verschiedenen Einflüssen diverser Metal-Subgrenes wie Black Metal und Thrash Metal ab, wobei mit melodischen Anteilen und Hooklines versetzter, moderner Death Metal die Basis bildet. Markant ist auch der Einsatz orchestraler Begleitungen.
Als Eckpfeiler der musikalischen Ausrichtung können Bands wie Dimmu Borgir, Hypocrisy, Kataklysm, oder auch Septicflesh genannt werden.
Im Metal Hammer erreichte man mit dem Album Dreams in Splendid Black im Review von Thomas Strater 6 von 7 möglichen Punkten.
Für Philipp Issler von metal.de hatte die Band mit Dreams in Splendid Black ein im „wahrsten Sinne des Wortes mächtiges und pechschwarzes Death-Metal-Album veröffentlicht, welches definitiv zu den Genre-Highlights des Jahres zählt.“

## Diskografie

### Alben
- 2010: Rise & Fall (Album, Eigenveröffentlichung)
- 2016: Dreams in Splendid Black (Album, Apostasy Records)
- 2021: The Seed of all Evil (Album, Apostasy Records)

### EPs
- 2012: Parasite God (EP, Eigenveröffentlichung)

### Demos
- 2008: Dead End Road (Demo, Eigenveröffentlichung)